# Gårdhavehus
Et gårdhavehus er et enfamilieshus der er bygget forskudt sammen med lignende huse, så der dannes en have med mure på flere sider.